# حسان دیاب
حسان دیاب (زادهٔ ۶ ژانویهٔ ۱۹۵۹) سیاست‌مدار، استاد دانشگاه و نخست‌وزیر سابق لبنان است. او در تاریخ ۲۱ ژانویه ۲۰۲۰، به پیشنهاد میشل عون نخست‌وزیری لبنان را برعهده گرفت. حسان دیاب پیش از نخست‌وزیری از سال ۲۰۱۱ تا ۲۰۱۴، وزیر آموزش لبنان بود.
حسان دیاب پس از اعتراضات مردمی و استعفای سعد حریری، نخست‌وزیر لبنان شد. او علاوه بر عربی به زبان‌های انگلیسی و فرانسوی مسلط است. حسان دیاب پس از گذشت چند روز از انفجار بزرگ بندر بیروت سرانجام در ۱۰ اوت ۲۰۲۰ از پست خود استعفا داد. دلیل اصلی استعفای حسان دیاب، استعفای تعداد زیادی از وزیران کابینه اش، استعفای تعدادی از نمایندگان پارلمان لبنان و همچنین اعتراضات مردمی بود.

## زندگی و تحصیلات
حسان دیاب در سال ۱۹۵۹ در بیروت زاده شد. او در سن ۱۷ سالگی و هنگامی که لبنان درگیر جنگ داخلی بود، به بریتانیا مهاجرت کرد.
دیاب دوره سه‌ساله دبیرستان را در عرض یک سال تمام کرد. او مقطع کارشناسی مهندسی ارتباطات را در سال ۱۹۸۱ در دانشگاه متروپلیتن لیدز به پایان رساند و یک سال بعد مدرک کارشناسی ارشدش را در رشته مهندسی سیستم‌ها از دانشگاه ساری بریتانیا دریافت کرد. دیاب سپس مدرک دکترای خود را در رشته مهندسی کامپیوتر از دانشگاه بَث دریافت کرد.
او پس از پایان تحصیلاتش در سال ۱۹۸۵ به لبنان بازگشت و در ۲۶ سالگی در دانشگاه آمریکایی بیروت به عنوان استادیار مشغول به فعالیت شد و در ۳۸ سالگی به استاد تمامی ترفیع پیدا کرد. دیاب بین ۱۹۹۸ تا ۲۰۰۱ رئیس دانشکده مهندسی برق و کامپیوتر دانشگاه آمریکایی بیروت بود. او در سال ۲۰۰۴ به عنوان رئیس دانشگاه ظفار در عمان شروع به کار کرد.